# Premio Carlo Magno

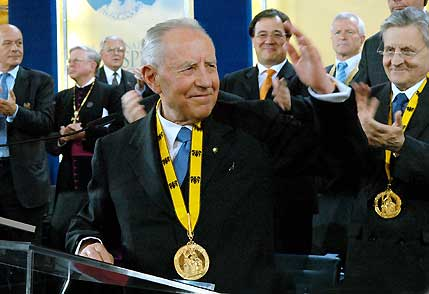
Il presidente Ciampi al termine del suo discorso, con al collo la medaglia

Il Premio Carlo Magno (in tedesco: Karlspreis, diminutivo di Internationaler Karlspreis der Stadt Aachen, "Premio internazionale Carlo Magno della città di Aquisgrana" e dal 1988 Internationaler Karlspreis zu Aachen, Premio internazionale Carlo Magno di Aquisgrana) è un premio annuale conferito dalla città tedesca di Aquisgrana (in tedesco: Aachen) a personalità con meriti particolari in favore dell'integrazione e unione in Europa.
Insieme all'attestato viene consegnata una medaglia raffigurante l'immagine di Carlo Magno sul trono, immagine tratta dal più antico sigillo della città. La parte conclusiva della cerimonia, che prevede anche il conferimento di un premio simbolico pari a 5000 €, consiste nel discorso tenuto dal vincitore del premio.
Il premio è intitolato a Carlo Magno considerato il primo fautore dell'Europa unita in quanto, scegliendo Aquisgrana come sua residenza preferita, intese porre una sorta di ponte tra il passato e il futuro dell'Europa.

## Storia
Tradizionalmente il conferimento del premio ha luogo il giorno dell'Ascensione nella sala delle incoronazioni del municipio di Aquisgrana. La scelta del vincitore/vincitrice spetta al Consiglio di amministrazione della "fondazione internazionale Premio Carlo Magno ad Aachen", che riunisce il sindaco della città di Aquisgrana, e personalità aventi incarico pubblico e mandato.
A Natale 1949 un gruppo di cittadini di Aquisgrana fondò, su iniziativa del Dr. Kurt Pfeiffer, la "fondazione internazionale Carlo Magno di Aachen" e chiarì che il premio dovesse essere annualmente «conferito a personalità il cui pensiero, di comune accordo, sia stato di riferimento in ambito politico, economico e spirituale».

## Vincitori
- 1950  Richard Nikolaus di Coudenhove-Kalergi
- 1951  Hendrik Brugmans
- 1952  Alcide de Gasperi
- 1953  Jean Monnet
- 1954  Konrad Adenauer
- 1956  Sir Winston S. Churchill
- 1957  Paul Henri Spaak
- 1958  Robert Schuman
- 1959  George C. Marshall
- 1960  Joseph Bech
- 1961  Walter Hallstein
- 1963  Edward Heath
- 1964  Antonio Segni
- 1966  Jens Otto Krag
- 1967  Joseph Luns
- 1969  Commissione europea
- 1970  François Seydoux de Clausonne
- 1972  Roy Jenkins
- 1973  Salvador de Madariaga
- 1976  Leo Tindemans
- 1977  Walter Scheel
- 1978  Kōnstantinos Karamanlīs[1]
- 1979  Emilio Colombo
- 1981  Simone Veil
- 1982  Juan Carlos di Spagna
- 1984  Karl Carstens
- 1986  La popolazione del Lussemburgo
- 1987  Henry Kissinger
- 1988  Helmut Kohl e  François Mitterrand
- 1989  Frère Roger
- 1990  Gyula Horn
- 1991  Václav Havel
- 1992  Jacques Delors
- 1993  Felipe González
- 1994  Gro Harlem Brundtland
- 1995  Franz Vranitzky
- 1996  Beatrice dei Paesi Bassi
- 1997  Roman Herzog
- 1998  Bronisław Geremek
- 1999  Tony Blair[2]
- 2000  Bill Clinton
- 2001  György Konrád
- 2002  L'Euro[3]
- 2003  Valéry Giscard d'Estaing[4]
- 2004  Pat Cox[5]
- 2004  /  Papa Giovanni Paolo II[6]
- 2005  Carlo Azeglio Ciampi[7]
- 2006  Jean-Claude Juncker
- 2007  Javier Solana
- 2008  Angela Merkel
- 2009  Andrea Riccardi[8]
- 2010  Donald Tusk
- 2011  Jean-Claude Trichet
- 2012  Wolfgang Schäuble
- 2013  Dalia Grybauskaitė
- 2014  Herman Van Rompuy
- 2015  Martin Schulz
- 2016  /  Papa Francesco
- 2017  Timothy Garton Ash
- 2018  Emmanuel Macron
- 2019  António Guterres
- 2020  Klaus Iohannis
- 2022  Svjatlana Cichanoŭskaja, Maryja Kalesnikava, Veranika Capkala
- 2023  Volodymyr Zelens'kyj e il popolo ucraino
- 2024  Pinchas Goldschmidt, Rabbino Capo, Presidente della Conferenza dei Rabbini d'Europa (CER), e le comunità ebraiche in Europa
- 2025  Ursula von der Leyen, Presidente della Commissione europea